# 阿爾弗雷德·羅森堡
阿爾弗雷德·恩斯特·羅森堡（德語：Alfred Ernst Rosenberg，1893年1月12日—1946年10月16日），第二次世界大戰期间納粹德國的一名重要政治人物，為納粹黨黨內的“思想领袖”，並著有《二十世紀的神話》一書。
罗森堡生于俄罗斯帝国爱沙尼亚省列韦利县，父亲是波罗的海德意志人商人，母亲有法国和德国血统。他曾在里加工业大学学习建筑学，后在莫斯科帝国高等技术学校获博士学位。1918年11月爱沙尼亚独立战争爆发后移民德国。他是加入納粹黨最早的成員之一，他在1919年1月加入納粹黨的前身“德國工人黨”，而元首希特勒则是同年10月加入。曾擔任納粹党党报的《人民观察家报》主編和二戰時期德國在蘇聯占领地的东方总督辖区政府首席部长，是纳粹德国东方总督辖区的负责人。經常對黨內成員發表演說，內容包括種族清洗、地緣政治、生存空間和納粹主義等思想。曾向希特勒提出在蘇德战争打败蘇聯後在中亞地區建立一個突厥斯坦總督轄區。他亦是1937年第1屆德國國家藝術與科學獎獲獎者。
作为东方总督辖区政府首席部长，他對納粹德國党卫队殺害戰俘、以及對犹太人进行強迫勞動、驅離和種族灭绝的战争罪行負有重大責任。
1945年德國投降後，羅森堡於1946年的紐倫堡審判中因犯下戰爭罪行而以戰犯的身份被判處絞刑。

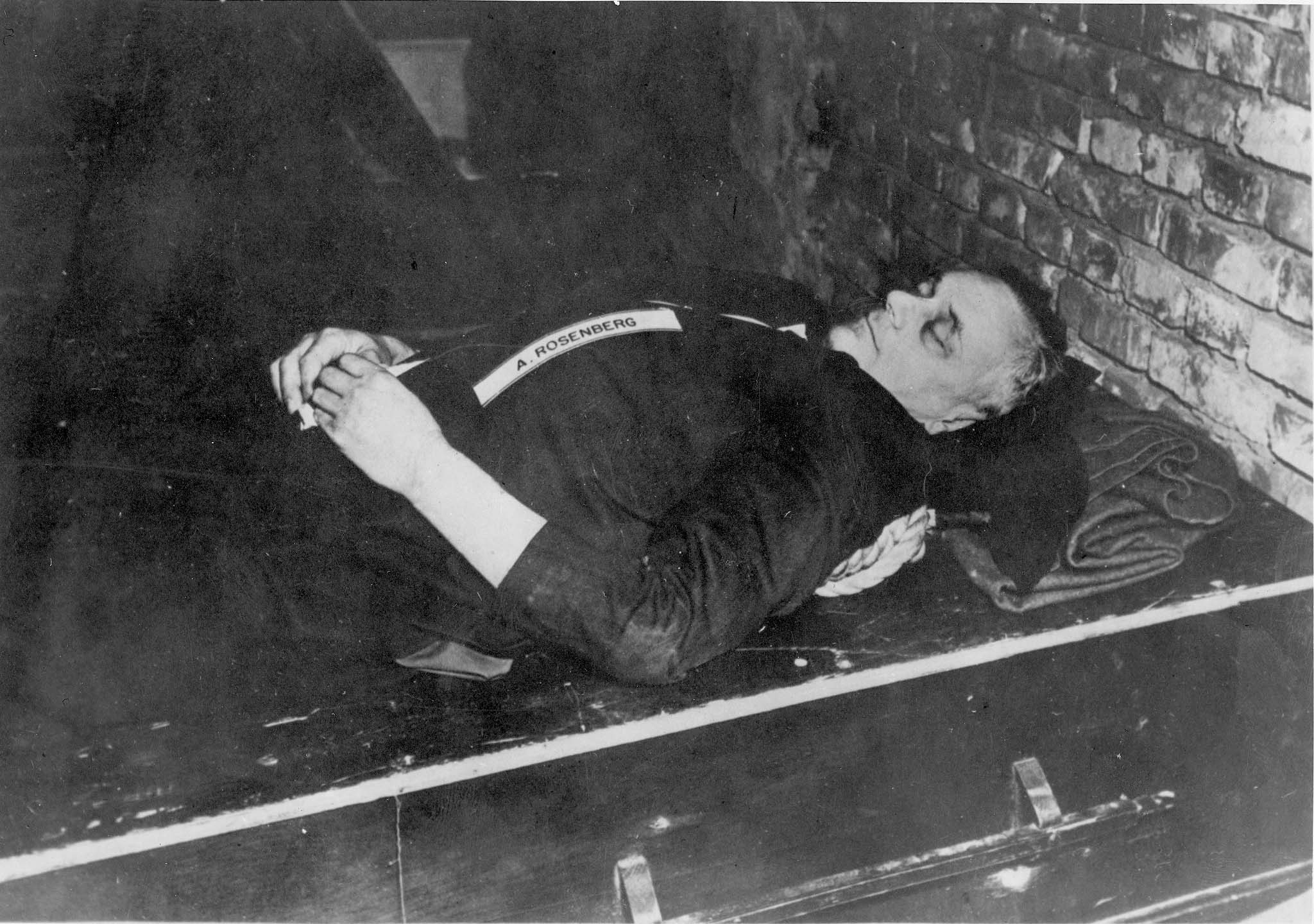
阿爾弗雷德·羅森堡被處決後的遺體。